# Ranko Despotović
Ranko Despotović (ser. Paнкo Дecпoтoвић, ur. 21 stycznia 1983 w Loznicy) – serbski piłkarz grający na pozycji napastnika.

## Życiorys
W sezonie 2006/2007 w superlidze serbskiej zdobył tytuł króla strzelców, mając na koncie 17 goli.
Ranko Despotović w grał dla FK Loznica, Vojvodiny Nowy Sad, Mačvy Šabac, Rapidu Bukareszt, Realu Murcia, UD Salamanca, Girony FC, Urawa Red Diamonds, Sydney FC, Deportivo Alavés, Cádiz CF i Marbella FC.